# Wayward Pines
Wayward Pines es una serie de televisión estadounidense, emitida originalmente en la cadena FOX. Basada en la novela homónima del escritor Blake Crouch, la serie fue creada por M. Night Shyamalan y Chad Hodge. Protagonizada por Matt Dillon, la primera temporada de Wayward Pines se estrenó el 14 de mayo de 2015. Después de muchas idas y venidas, FOX confirmó la realización de una segunda temporada, el 10 de diciembre de 2015. Esta nueva temporada, encabezada por el actor Jason Patric, se estrenó el 25 de mayo de 2016 en Estados Unidos y un día después comenzó a ser transmitida en Latinoamérica y España.
El 26 de febrero de 2018 FOX anuncio la cancelación de la serie después de 2 temporadas. 

## Argumento

### Primera temporada
Un agente del Servicio Secreto estadounidense, Ethan Burke (Matt Dillon), tiene la misión de encontrar a dos compañeros desaparecidos. Mientras realiza la búsqueda, sufre un accidente automovilístico despertando en un arroyo. Camina hasta el pueblo más cercano Wayward Pines (Idaho), donde es llevado al hospital. Una vez dado de alta del hospital, intenta salir del pueblo, pero se encuentra rodeado por una cerca electrificada. Intenta comunicarse con su familia, superiores o alguien conocido, sin lograrlo. La trama se desarrolla mientras Burke intenta escapar, descubriendo la verdad.

### Segunda temporada
El Dr. Theo Yedlin (Jason Patric), despierta en una habitación donde le indican que debe ir de inmediato al hospital. Mientras es trasladado, observa muchos militares e intenta escapar. Sin embargo, es capturado y llevado al hospital. Allí se encuentra con Kate Hewson (Carla Gugino), quien le explica algo de lo que está sucediendo. Desde el momento que sabe la verdad, Yedlin intentará ayudar a los habitantes del pueblo, siempre estando en contra de los métodos que se están aplicando. C.J. Mitchum (Djimon Hounsou) es un residente de varios años que, conociendo tanto el pasado como la realidad actual, intenta ayudar a Yedlin.

## Reparto

### Personajes principales
| Actor            | Personaje                | Temporadas   | Temporadas   |
| Actor            | Personaje                | 1            | 2            |
| ---------------- | ------------------------ | ------------ | ------------ |
| Matt Dillon      | Ethan Burke              | Protagonista |              |
| Carla Gugino     | Kate Hewson              | Protagonista | Invitada     |
| Toby Jones       | David Pilcher            | Protagonista | Recurrente   |
| Shannyn Sossamon | Theresa Burke            | Protagonista | Recurrente   |
| Reed Diamond     | Harold Ballinger         | Protagonista |              |
| Charlie Tahan    | Ben Burke                | Protagonista | Recurrente   |
| Tim Griffin      | Adam Hassler             | Protagonista | Protagonista |
| Melissa Leo      | Pamela "Pam" Pilcher     | Protagonista | Invitada     |
| Terrence Howard  | Sheriff Arnold Pope      | Protagonista | Invitado     |
| Jason Patric     | Theodore "Theo" Yedlin   |              | Protagonista |
| Nimrat Kaur      | Rebecca Yedlin           |              | Protagonista |
| Josh Helman      | Xander Beck              |              | Protagonista |
| Tom Stevens      | Jason Higgins            | Recurrente   | Protagonista |
| Kacey Rohl       | Kerry Campbell           |              | Protagonista |
| Hope Davis       | Megan Fisher             | Recurrente   | Protagonista |
| Djimon Hounsou   | Christopher "CJ" Mitchum |              | Protagonista |

## Reparto de doblaje al castellano
| Personaje            | Actor de doblaje (España) | Actor original        |
| -------------------- | ------------------------- | --------------------- |
| Ethan Burke          | Luis Bajo                 | Matt Dillon           |
| Pam Pilcher          | Ana Ángeles García        | Melissa Leo           |
| Kate Hewson          | Vicky Angulo              | Carla Gugino          |
| Dr. Jenkins          | Carlos del Pino           | Toby Jones            |
| Beverly Brown        | Amparo Bravo              | Juliette Lewis        |
| Megan Fisher         | Olga Velasco              | Hope Davis            |
| Sheriff Arnold Pope  | Salvador Aldeguer         | Terrence Howard       |
| Dr. Theo Yedlin      | Alejandro García (Peyo)   | Jason Patric          |
| Rebecca Yedlin       | Isabel Fernández Avanthay | Nimrat Kaur           |
| Créditos técnicos    |                           |                       |
| Estudio de doblaje   | Estudio de doblaje        | BEST DIGITAL, Madrid. |
| Director de Doblaje  | Director de Doblaje       | Pablo del Hoyo        |
| Traductor de doblaje | Traductor de doblaje      | Álvaro Méndez         |

## Emisión
La serie ha sido adquirida para su emisión en FOX del Reino Unido y de Irlanda. También se emitirá en Australia en la cadena FX; y en el resto de Europa y América se emitirá al mismo tiempo que en los Estados Unidos. En España, se emite en Cuatro HD

## Episodios

### Primera temporada (2015)
| N.º en serie | N.º en temp. | Título                                                                                                 | Dirigido por       | Escrito por                                          | Fecha de emisión original | Audiencia (millones) |
| --- | ------------ | --- | ------------------ | ---------------------------------------------------- | ------------------------- | -------------------- |
| 1 | 1            | «Where Paradise Is Home» «Estar en el paraíso»                                                         | M. Night Shyamalan | Chad Hodge                                           | 14 de mayo de 2015        | 3.76                 |
| El agente del Servicio Secreto de los Estados Unidos, Ethan Burke, despierta de un accidente automovilístico en las afueras de Wayward Pines, Idaho. Después de entrar en el pueblo y desmayarse en una cafetería, recuerda el choque que sufrieron él y el Agente Stallings. Ambos iban a Wayward Pines en busca de los agentes Hewson y Evans. Beverly, una camarera, le da una nota indicándole que es su dirección por si necesita contactar con ella. Cuando Burke va allí, encuentra el cadáver en descomposición del agente Evans, de lo cual avisa al Sheriff Pope. Al ir a buscar a Beverly al bar, le indican que no trabaja allí y es golpeado. Se despierta esposado en el hospital donde el psiquiatra Dr. Jenkins sugiere una cirugía, pero Beverly le ayuda a escapar y le explica que ella se dedicaba a la venta de software y fue a trabajar en el colegio de Wayward Pines para evitar el efecto 2000. Beverly le dice que la próxima semana se cumplirá un año de su estancia en el pueblo al que llegó el 21 de octubre de 1999 pero Ethan le indica que están en 2014. La esposa de Ethan, Theresa, pregunta si él ha huido con la agente Kate Hewson. Ethan encuentra a Kate en Wayward Pines y ella le explica que están siendo vigilados y afirma haber estado allí durante 12 años a pesar de que Ethan le indica que la vio hace cinco semanas. En Seattle, el Dr. Jenkins se reúne con el jefe de Ethan y le dice que todo va según lo previsto. Ethan roba un coche para salir del pueblo pero descubre que hay una cerca alta que rodea el pueblo. Le pregunta al sheriff Pope cómo se sale del pueblo y este le contesta que no se sale. |              | |                    |                                                      |                           |                      |
| 2 | 2            | «Do Not Discuss Your Life Before» «No hables del pasado»                                               | Charlotte Sieling  | Chad Hodge                                           | 21 de mayo de 2015        | 4.59                 |
| A pesar de que Pope le ordenó permanecer en su habitación del hotel, mientras que la muerte de Evans es investigada, Ethan va a la morgue para inspeccionar la ropa de Evans para encontrar un cuaderno con un mapa de la zona. También se entera de que Evans estaba casado y habla con la viuda, quien afirma que su marido se suicidó frente a ella. Ethan inspecciona el mapa para encontrar un camino más allá de la cerca notable en el mapa, él y Beverly planean escapar después de la eliminación de chips de seguimiento implantados en ellos. Antes de que puedan escapar, Kate y su marido los invitan a cenar. Allí, Beverly rompe una de las reglas de la ciudad y habla de su pasado antes de llegar a la ciudad. Esto la asusta, causando que se vayan abruptamente y que Kate sospeche. Ethan y Beverly van por caminos separados, y ella es capturada, luego asesinada públicamente por Pope. Mientras tanto, Theresa y Ben partieron hacia Idaho para encontrar a Ethan. |              | |                    |                                                      |                           |                      |
| 3 | 3            | «Our Town, Our Law» «Nuestro pueblo, nuestras leyes»                                                   | Zal Batmanglij     | Chad Hodge                                           | 28 de mayo de 2015        | 3.97                 |
| Kate le dice a Ethan que le han dado una rara segunda oportunidad después de la muerte de Beverly. Theresa y Ben llegan en coche a Wayward Pines, pero el Sheriff Pope los detiene en el camino. Al intentar escapar, Ethan encuentra un garaje con el coche de Theresa. Pope encuentra a Ethan y lo droga, que más tarde se despierta en el hospital. Antes de Ethan pueda explicar lo que está pasando a Theresa, encuentra a Kate en el bosque de su casa recién asignada, donde le explica que ella trató de escapar por años, pero la única manera de sobrevivir es seguir el juego. Ben ve a Ethan y Kate juntos y le dice a Theresa. Theresa y Ben tratan de marcharse, pero Pope los detiene. Ethan los defiende, luego matando a Pope con su propia arma. Ethan abre una puerta en la cerca perimetral con el control remoto del Sheriff, pero antes de que los Burke puedan salir, algo entra y arrastra el cuerpo de Pope más allá de la valla. Ethan cierra la puerta. |              | |                    |                                                      |                           |                      |
| 4 | 4            | «One of Our Senior Realtors Has Chosen to Retire» «Un agente de bienes raíces ha optado por retirarse» | Zal Batmanglij     | Steven Levenson                                      | 4 de junio de 2015        | 4.20                 |
| Ethan le explica a Theresa todo lo que él sabe de Wayward Pines y ellos están de acuerdo con jugar a la "familia feliz" hasta que Ethan pueda investigar. Ethan es nombrado el nuevo Sheriff y aprende de lo que le dice el alcalde Brad Fisher. Investigando en la comisaría, Ethan descubre un escondite donde hay archivos sobre los residentes de la ciudad, que incluye información sobre sus antiguas vidas. Ben ingresa a la Academia de Wayward Pines donde la directora que es Megan Fisher, la esposa del alcalde, a quien Ethan ha visto que solía ser hipnoterapeuta. Pam y Ethan se enfrentan por el agente inmobiliario Peter McCall; informada por una misteriosa persona que llama al teléfono de la comisaría donde se requiere que haga un ajuste de cuentas a Peter, en cambio Ethan toma al hombre y lo lleva a la cerca perimetral con la esperanza de ocultarlo. Peter le indica que el acantilado es el único escape de la ciudad. Sabiendo que Ethan tiene que hacer lo que se le dice para ganar tiempo para resolver el misterio de Wayward Pines, Peter se electrocuta en la cerca. Más tarde, Ethan comienza a escalar por la pared de la roca para escapar y buscar ayuda, mientras una figura misteriosa espera en lo alto. |              | |                    |                                                      |                           |                      |
| 5 | 5            | «The Truth» «La verdad»                                                                                | James Foley        | Blake Crouch & los hermanos Duffer                   | 11 de junio de 2015       | 4.24                 |
| Ethan es acuchillado y acechado por depredadores humanoides violentos, pero consigue abrirse camino por los bosques hacia Boise. Durante su orientación en la academia, Ben descubre la verdad sobre Wayward Pines: los seres humanos han degenerado en "abbies" (aberraciones) como resultado de una serie de mutaciones genéticas y ahora son feroces carnívoros que dominan la tierra en el año 4028. Los ciudadanos secuestrados de Wayward Pines se mantuvieron en cámaras de hibernación por más de 2 mil años antes de ser reintroducidos en la ciudad, que es esencialmente un arca para volver a introducir y proteger la raza humana. La directora Fisher les dice a los estudiantes que no pueden revelar esta verdad a sus padres. Ethan encuentra por casualidad las ruinas antiguas de Boise. Un helicóptero llega con el Dr. Jenkins, que se presenta como David Pilcher, creador de Wayward Pines. Él explica que la ciudad es el único santuario de la humanidad. |              | |                    |                                                      |                           |                      |
| 6 | 6            | «Choices» «Decisiones»                                                                                 | Jeff T. Thomas     | Los hermanos Duffer & Brett Conrad                   | 25 de junio de 2015       | 3.45                 |
| El Dr. Pilcher lleva a Ethan al control secreto de la ciudad y le cuenta la historia de Wayward Pines: en la década de 1990 predijo la llegada de las "abbies" pero no pudo convencer a suficientes personas, así que él reclutó voluntarios (por medios justos y malos) a la causa y se mantuvieron en cámaras criogénicas durante 2000 años antes de ser despertados en 4014. Al despertar, Pilcher encontró que eran los últimos seres humanos. A este "Grupo A" les contaron lo sucedido en el mundo y sobre las "abbies", pero no pudieron afrontar la verdad y todos fallecieron, sucumbiendo a la desesperación y el suicidio o tratando de huir y convirtiéndose en presa de las abbies. En cambio, al nuevo "Grupo B" no les dijeron la verdad, pero Pilcher es consciente de que algunos están descontentos y planean romper la cerca, por lo que Ethan fue despertado para ayudar a mantener el control. Pilcher le dice Ethan acerca de los niños, incluyendo a Ben, que saben acerca de la condición del mundo. Después de mucha discusión, Ethan se compromete a ayudar a mantener el orden, pero solo en sus términos. En la ciudad, Theresa descubre un área de tierra denominada parcela #33 que parece sostener algún misterio y ella también habla con Kate. Kate le explica que la mayoría de sus decisiones fue lo que la llevó a Wayward Pines, entonces trata de que Theresa este de su lado. Se revela que los Ballinger están construyendo una bomba. Se encuentran entre aquellos de quienes Ethan ha acordado proteger la ciudad. |              | |                    |                                                      |                           |                      |
| 7 | 7            | «Betrayal» «Traición»                                                                                  | Steve Shill        | Rob Fresco                                           | 2 de julio de 2015        | 3.38                 |
| Theresa piensa que le hicieron algo nefasto a Ethan cuando él le dice que es el año 4028. Él encuentra una bomba en su vehículo y comienza a investigar la conspiración. Theresa investiga la parcela #33 y encuentra que una estructura metálica se encuentra debajo de la porción vacía. Ethan encuentra que un antiguo experto de explosivos, Franklin Dobbs, plantó la bomba y pronto descubre que Harold está involucrado en el grupo secreto. Él correctamente presume que Kate es la líder del grupo. Ella está de acuerdo con entregar todos los explosivos bajo su control; creyendo que su historia sobre lo que hay más allá de la cerca es el resultado del lavado de cerebro, Kate en cambio empuja hacia arriba el plan para acabar con la pared esa noche. Ethan intercepta a Kate y a sus cómplices en la valla antes de que tengan éxito, pero pronto se da cuenta de que hay otra bomba que se dirige a la cerca en un camión de reparto. Él está en la búsqueda cuando la bomba - inadvertidamente armada por Amy - detona temprano, dejando a Amy lesionada y a Ben sangriento e inconsciente. |              | |                    |                                                      |                           |                      |
| 8 | 8            | «The Friendliest Place on Earth» «El lugar más amigable de la tierra»                                  | Tim Hunter         | Patrick Aison, Rob Fresco, Chad Hodge & Blake Crouch | 9 de julio de 2015        | 3.37                 |
| Como Ben es llevado al hospital, Ethan y Pilcher tratan de localizar a los miembros de la conspiración. Pilcher se pregunta cómo cinco personas podrían reunirse en secreto para construir una bomba, y sospecha que alguien en su personal de vigilancia no está siguiendo las reglas. Él le dice a Pam que entreviste a cada miembro del equipo de seguridad, se revela que un hombre a estado eliminando parte de las grabaciones. Ben se despierta y es visitado por la profesora Megan Fisher, quien le habla sobre los motivos de su padre, afirmando que Ethan tenía la gente responsable del atentado en custodia y los dejó ir. Ethan se reúne con Kate, que lo acusa de ser alguien que siempre sigue las órdenes. Ethan le asegura que está tratando de mantener con vida a todos. Dobbs hace un plan con Harold para robar un camión de volteo y destruir la valla. Harold le dice que no puede dejar a Kate todavía y se queda atrás. Dobbs pasa al otro lado de la cerca con una víctima que falleció en el bombardeo del camión, pero los dos son atacados inmediatamente por abbies. |              | |                    |                                                      |                           |                      |
| 9 | 9            | «A Reckoning» «Un ajuste de cuentas»                                                                   | Nimród Antal       | Los hermanos Duffer                                  | 16 de julio de 2015       | 3.25                 |
| Ethan llega a la cerca justo a tiempo para detener a unos Abbies que se acercaban. Él captura a Harold y consigue 14 nombres más antes de ponerlo en la cárcel. Pilcher le sugiere que un ajuste de cuentas a Kate puede ser la única manera de mantener la paz. Tres jóvenes adultos, liderado por Jason Higgins que los llaman “la primera generación de la Academia”, asaltan la cárcel para querer llegar a Kate, a Harold y a otros tres. Inicialmente Arlene los frustra, pero vuelven más tarde y Jason ejecuta a todos excepto a Kate, que sobrevive solo cuando Ethan llega a disparar a su atacante. Mientras tanto, Theresa ha entrado en el sistema del túnel bajo la Parcela #33 y encuentra un video de Hassler haciendo un informe de las ruinas de San Francisco en el año 4020, que se los muestra a Ethan y a Kate. Ethan le dice a Pilcher que cree que ahora le va a hacer el ajuste a Kate e insiste en que toda la ciudad este allí. En cambio, Ethan les dice a todos la verdad sobre Pilcher y Wayward Pines. Viendo lo que ocurre, Pilcher corta la electricidad de la ciudad, lo que también elimina la electricidad de la valla. |              | |                    |                                                      |                           |                      |
| 10 | 10           | «Cycle» «Ciclo»                                                                                        | Tim Hunter         | Los hermanos Duffer, Chad Hodge & Blake Crouch       | 23 de julio de 2015       | 3.98                 |
| Después de que Pilcher decidiera cortar la electricidad en Wayward Pines - con repercusiones mortales - Ethan y Kate toman la iniciativa para asegurarse de que todo el mundo esté fuera de peligro. Mientras tanto, la enfermera Pam enfrenta a Pilcher en su decisión y trata de convencerlo de que reconsidere el plan de Ethan y Kate de un ataque y la primera generación trata de proteger el futuro de Wayward Pines tomando el asunto en sus propias manos, Pilcher duerme a Pam por traicionarla y los guardias ordenan volver a despertarla, mientras Ethan se queda en el ascensor armando la bomba para acabar con las abbies y él se sacrifica para salvar a las personas de Wayward Pines muriendo con todas las abbies. Ben despierta luego de haber entrado en coma para descubrir que todos los esfuerzos por una sociedad distinta han sido en vano, ya que la primera generación se rebeló contra los adultos criogenizándolos y tomando el control del pueblo, con los mismos ideales que David Pilcher. |              | |                    |                                                      |                           |                      |

### Segunda temporada (2016)
| N.º en serie | N.º en temp. | Título                                                               | Dirigido por    | Escrito por                                                        | Fecha de emisión original | Audiencia (millones) |
| --- | ------------ | -------------------------------------------------------------------- | --------------- | ------------------------------------------------------------------ | ------------------------- | -------------------- |
| 11 | 1            | «Enemy Lines» «Líneas enemigas»                                      | David Petrarca  | Mark Friedman                                                      | 26 de mayo de 2016        | 3.06                 |
| Ahora es el año 4032, y dos grupos distintos han surgido en Wayward Pines: la dirección oficial de Jason Higgins y la Primera Generación (ayudado por Megan Fisher) que utilizan todos los medios necesarios para mantener la visión original de Pilcher, y un grupo de rebeldes subterráneos dirigidos por Ben Burke que quieren socavar la regla de hierro a mano de la primera generación. Hace más de 2000 años, el Sheriff Pope comparte una visión con el Dr. Theo Yedlin, un cirujano de éxito, diciéndole a Yedlin que puede "ayudar a un millar de personas". Yedlin se despierta en Wayward Pines, desorientado, Jason Higgins y su ayudante Kerry Campbell le dicen que él es parte de un experimento del gobierno. Le piden operar a una "persona importante", la cual es Kate Hewson. Mientras que la operación tiene éxito, Kate se quita la vida después de una discusión con Megan asegurando que ella no quiere nada que ver con el futuro si Wayward Pines es todo lo que queda y se corta su propia garganta desangrándose al instante. Yedlin luego presencia la ejecución pública de los miembros del grupo de Ben, y ve a su esposa Rebecca en la multitud. Ben y un cómplice se entregan para detener nuevos homicidios, y son llevados en un camión con Yedlin. El camión es enviado al otro lado de la valla, donde el grupo ahora tiene que lidiar con los abbies que se aproximan. |              |                                                                      |                 |                                                                    |                           |                      |
| 12 | 2            | «Blood Harvest» «Cosecha de sangre»                                  | Brad Turner     | Historia: Mark Friedman & Michael R. Perry Guion: Michael R. Perry | 2 de junio de 2016        | 2.52                 |
| Decenas de abbies se sacrifican en la valla electrificada para construir una pila de cadáveres y permitir que más abbies salten la pared. Jason y un equipo frustran el ataque, pero Kerry queda lesionada, causando que Jason permita el rescate de Theo. Sin embargo, Ben se deja a valerse por sí mismo en el otro lado, con gran parte de la preocupación de Theresa. Al darse cuenta de que tiene influencia, Theo exige una explicación de Jason antes de operar a Kerry. Jason le cuenta la verdad sobre Wayward Pines, pero Theo se muestra escéptico. Más tarde se ve que Rebecca ahora dirige un salón de belleza en la ciudad, y Rebecca le dice que ha sido residente de Wayward Pines durante tres años. CJ Mitchum le dice a Jason que el cultivo de alimentos en el otro lado de la valla está listo para ser cosechado, y un equipo utiliza armas de fuego y lanzallamas para atacar a los Abbies durante la recolección de la comida. Ben intenta subir a un camión y retornar a Wayward Pines, pero no tiene éxito. Después de encontrar una cámara en la valla le revela a Jason que ha enviado un residente de la primera generación a morir (una violación de las reglas de Pilcher), Ben es atacado por abbies. |              |                                                                      |                 |                                                                    |                           |                      |
| 13 | 3            | «Once Upon a Time in Wayward Pines» «Érase una vez en Wayward Pines» | John Krokidas   | Anna Fricke                                                        | 9 de junio de 2016        | 2.37                 |
| Pam Pilcher narra la historia del nacimiento de Jason Higgins - el primer niño o el primer nacido en Wayward Pines - y la forma en que fue tratado como una persona especial en su crecimiento. El día de hoy, Jason, CJ y un equipo hacen planes para expandir Wayward Pines más allá de su tamaño actual, citando la creciente necesidad de tierras fértiles y agua potable. Es entonces que se reveló que Jason había exiliado a Pam a una casa en las afueras de la ciudad por matar a su hermano, pero ella se presenta en la oficina de Jason y lo convence de que necesitan trabajar juntos por el bien de todos los residentes de Wayward Pines. Jason perdona públicamente a Pam, pero ella trama un plan para infectar a la población con el virus de la viruela. Pam llama a Wayward Pines un "error", e insiste en que Jason debe dejar acabar el último rastro de la humanidad con una muerte de manera pacífica. Pam es capturada la cual ya contenía el virus, mientras que en su interior se encuentra todavía en el período de incubación. Mientras tanto, Pam le había dicho a Theo que no era la única razón por la que el Sheriff Pope estaba en Hawái hace más de 2000 años. Theo se enfrenta a Rebecca, lo que sugiere que ella es una de los voluntarios originales de Pilcher. En la Academia, Megan instruye a las adolescentes sobre cómo quedar embarazadas, probablemente poco después de que comienzan a menstruar. Después de las fechorías de Pam, Jason se la lleva en el bosque y la estrangula hasta la muerte, luego envuelven el cuerpo de Pam y lo lanzan al fuego. |              |                                                                      |                 |                                                                    |                           |                      |
| 14 | 4            | «Exit Strategy» «Estrategia de salida»                               | Ti West         | Nazrin Choudhury                                                   | 16 de junio de 2016       | 2.48                 |
| Xander, la tercera persona enviada al otro lado de la cerca por Jason, se encuentra en una fosa cavada por los abbies. Se las arregla para salir y trabajar en su camino de regreso a la ciudad cuando se encuentra con una espesa barba y desaliñado- Adam Hassler. Theo trata a Hassler, después de lo cual Jason habla con Theo para ver si Hassler reveló información sobre los Abbies. Jason explica que Hassler es uno de los 12 "nómadas" que Pilcher envió hace varios años a investigar el mundo más allá de Wayward Pines, y Adam es el único que regresó. CJ y un equipo van fuera de la valla para buscar un suelo fértil, pero CJ le dice en secreto a Theo que el viaje es más acerca de dar esperanza a los residentes de lo que se trata de alimentos. Teresa insiste en unirse al equipo para que pueda encontrar a Ben, y cuando lo hace descubre su cuerpo, ella culpa a Hassler. En otra parte, Rebecca intenta proteger a Lucy, una chica que Aún no tienes 12 años de edad, a partir de la reproducción por mandato de Megan, después de que Lucy revela que ha comenzado la menstruación. Al final del episodio, el hermano de Lucy se encuentra con una abbie en el carrusel de la ciudad. |              |                                                                      |                 |                                                                    |                           |                      |
| 15 | 5            | «Sound the Alarm» «Sonar la alarma»                                  | Alrick Riley    | Edward Ricourt                                                     | 23 de junio de 2016       | 2.32                 |
| El abbie que Frank ve se tranquiliza y más tarde estudiado por Megan y su equipo, ya que es la primera mujer abbie que han visto y ha sido capturada. La historia de Rebecca se revela en un flashback de la década del 2000, cuando Pilcher se acercó a ella por ser el principal arquitecto de Wayward Pines. Excitado, Rebecca ha diseñado toda la ciudad, pero se retiró cuando Megan reveló que la ciudad no se construyó hasta 2000 años en el futuro. En nuestros días Wayward Pines, Rebecca dice que Pilcher la secuestró. También le revela a Theo que ella está casada con Xander. Fuera de los muros de Wayward Pines, CJ y su equipo establecieron un campamento, y Theresa dice que quiere permanecer en ese lado para estar cerca de Ben. Hassler revela que él deliberadamente envió a Ethan a encontrar a Kate y ser secuestrado por los hombres de Pilcher, porque quería deshacerse de él y estar cerca de Theresa. Fue solo después que Theresa y Ben siguieron a Ethan, Adam cambio de opinión y llegó a ser uno de los voluntarios de Pilcher. Al final del episodio, se acercan a Abbies con antorchas hacia el campamento de CJ. |              |                                                                      |                 |                                                                    |                           |                      |
| 16 | 6            | «City Upon a Hill» «Ciudad sobre una colina»                         | Vincenzo Natali | Tyler Hisel                                                        | 30 de junio de 2016       | 2.27                 |
| Los Abbies prendieron fuego a los cultivos restantes fuera de la cerca, y el ataque del equipo de CJ. Theresa está gravemente herida. Jason y sus soldados llegan a rescatar a tantos seres humanos como ellos pueden y ponerlos a salvo. Xander y un pequeño equipo de ayuda van al rescate, después de que Rebecca les ayuda a robar armas de las instalaciones de la montaña. Varias personas necesitan tratamiento en el hospital, lo que obligó a Theo para establecer una clasificación precipitada. 35 personas mueren en el ataque, y el soldado de plomo de Jason Mario dice que su fuerza de combate ahora los números son menos de 20. Hassler visita a Teresa, que está en terapia intensiva, y un flashback muestra lo que lamenta su decisión de permitir que Pilcher secuestrara a Ethan. Theresa Muere poco después. CJ dice que la comida previamente cosechada solo durará unas seis semanas. Theo observa que ciertos medicamentos y suministros médicos también están corriendo peligrosamente, y Megan explica que Pilcher no estaba anticipando una guerra cuando hizo las disposiciones iniciales. Megan también lleva a cabo una resonancia magnética en la hembra Abbie, con quien se ha llamado Margaret, y Theo observa que el centro de razonamiento en el cerebro de Margaret es dos veces el tamaño de un ser humano típico. Hassler se entera de que hay una abbie hembra en cautiverio, y le pregunta si ella Theo tiene una marca distintiva en su palma. |              |                                                                      |                 |                                                                    |                           |                      |
| 17 | 7            | «Time Will Tell» «El tiempo dirá»                                    | Jeff Thomas T.  | Anna Fricke                                                        | 7 de julio de 2016        | 2.28                 |
| En flashbacks, CJ es despertado de su cámara de crio durante un breve duración cada 20 años a partir de 2034, lo que le permite observar la lenta destrucción de la humanidad debido a las guerras y los daños al medio ambiente. En 2514, él camina fuera y se encuentra con uno de los últimos seres humanos en la tierra, un hombre cuyos dedos con garras muestra los inicios de la forma toma gen mutante. Cuando CJ se despierta con Pilcher en 4014, Pilcher se sorprendió de ver una abbie, mientras se espera que la mutación que ha seguido su curso para entonces debería haber terminado. En 4016, la ciudad está construida y Megan prepara una celebración para el despertar del Grupo A, pero CJ le advierte que un choque será. Poco después, la ciudad estalla en la anarquía violenta, mientras que CJ observa. En nuestros días Wayward Pines, Theo intenta comunicarse con Margaret usando tarjetas de memoria flash, creyendo que la abbie será muy inteligente, mientras que Megan se mantiene escéptico. Otras pruebas revelan que Margaret es dominante sobre los Abbies masculinos. Hassler pronto irrumpe y confirma que Margaret es su líder, que indica que los miles de abbies reunidos en la valla lo están haciendo por ella. Delante de Jason y Kerry, Margaret indica que Theo es el "líder" en lugar de Jason. Enfurecido, Jason dispara los cautivos abbies masculinos en la cabeza, pero Kerry le impide disparar Margaret, exigiendo que se dan Theo más tiempo para evaluar la inteligencia Abbie. Más tarde, Megan se quedó a solas con Margaret, que escapa de su jaula introduciendo el código de bloqueo se observó Theo utilizando, y le corta la pierna a Megan con un bisturí, dejándola a sangrar a cabo en el suelo.                                                           |              |                                                                      |                 |                                                                    |                           |                      |
| 18 | 8            | «Pass Judgment» «Emitir un juicio»                                   | Jennifer Lynch  | Seamus Kevin Fahey                                                 | 14 de julio de 2016       | 2.38                 |
| Xander discute el embarazo de Rebecca con ella, preguntando si ya le aviso a Theo. Theo tiene una conversación con Kerry sobre sus recientes pruebas, revelando que el ataque de abbie que Kerry sufrió hizo demasiado daño dejando como consecuencia del no poder tener hijos. En el Laboratorio, Theo ve el cadáver de Megan y la jaula vacía de Margaret. Jason suena la alerta en la ciudad, provocando el pánico, y él envía soldados para tratar de encontrar el líder abbie. En el despacho de Jason, Rebecca roba copias impresas que muestran los planos de la ciudad original (antes de que Wayward Pines se construyera sobre ella), para tratar de determinar cómo Margaret entró y dónde podría ir a salir. Kerry atrapa a Rebecca, pero después de que las dos conversan, Kerry no la detiene. Margaret parece a punto de atacar a Rebecca cuando Xander le dispara en la mano y la muñeca. Margaret se escapa hacia al bosque y se prepara para entrar en un viejo conducto de agua. Hassler la ve y levanta su rifle, pero la disminuye en unos pocos segundos y le permite dejarla ir. Hassler pronto sigue a Margaret través de la tubería. En el otro lado, abbies masculinos se preparan para atacar a Hassler, pero Margaret se lo impide. Margaret después se demuestra haciendo una mueca de dolor al recordar los ataques brutales por Pilcher y su equipo para borrar los abbies fuera del área que se convirtió Wayward Pines. Jason revela una habitación secreta con dos vainas de crio a Kerry, diciendo que pueden despertar muchos más años en el futuro y ser como Adán y Eva. Kerry luego cae en la tristeza y le dice que ella no puede tener hijos. |              |                                                                      |                 |                                                                    |                           |                      |
| 19 | 9            | «Walcott Prep»                                                       | Mathias Herndl  | Mark Friedman                                                      | 21 de julio de 2016       | 2.04                 |
| Observando la importancia de poner a un bebé en suspensión crio tener un "puente" entre las generaciones en el nuevo mundo, Pilcher visita Walcott Prep en 2013 para cumplir una estudiante embarazada llamada Abigail que es probable que renuncie a su hijo en adopción. Pero Abigail pierde después el bebé, obligando a Pilcher a buscar en otra parte. En la actual Wayward Pines, Kerry y Jason notan la horda abbie ha aumentado por lo menos diez veces. Conocer las abbies será romper el muro en algún momento y la realización de los seres humanos no tienen los números de luchar contra un ataque, Jason determina que el único camino para que la humanidad sobreviva es poner a todos en la ciudad de nuevo en suspensión crio. Jason anuncia esto a la ciudad, y mientras CJ y Rebecca trabajan en los detalles. CJ se entera de que no pueden alimentar todas las vainas crio, y solo pueden tomar alrededor de la mitad (571) de la población de Wayward Pines. Jason discute el problema con Theo, dando a entender que se deben seleccionar los mejores y dejar atrás los defectuosos y subversivos. Theo le pregunta si el "defectuoso" incluye a Kerry. En 2013, Pilcher visita a otra joven en un hospital que ha aceptado que le permitieran adoptar a su bebé; la mujer se demuestra que es Kerry. De vuelta al presente, Jason encuentra algunos archivos confidenciales de Pilcher, y aprende la horrible verdad que Kerry es su madre. El enojo se enfrenta a Kerry, que no tenía idea de que Jason es el hijo de sus entrañas, y después de un forcejeo, el arma de Jason se dispara. Jason ensangrentado se demostró más tarde que yacía junto a Kerry, murmurando algo acerca de Walcott Prep. Fuera de la valla, Margaret se recupera, y reúne a la horda abbie a prepararse para el ataque. |              |                                                                      |                 |                                                                    |                           |                      |
| 20 | 10           | «Bedtime Story» «Cuento antes de dormir»                             | Ti West         | Mark Friedman                                                      | 28 de julio de 2016       | 2.22                 |
| Jason es llevado al hospital en estado crítico, y los intentos de Theo para salvarlo no tienen éxito. Oscar señala un paso quirúrgico crítico en el que Theo aparentemente cometió un error, y sugiere que dejó morir a Jason. Como Margaret reúne a los atacantes abbie en el perímetro, CJ y Theo hacen planes para poner el número máximo de residentes en suspensión crio. Aunque Theo no está contento con la forma en que los otros residentes se quedará fuera, está de acuerdo con CJ que no tienen tiempo para ajustar el plan de Jason. Theo se entera de que Rebecca entrará en crio, pero Xander se quedará atrás. Él asegura a Xander puede estar con Rebecca cuando se despiertan. Theo hace planes para inyectarse a sí mismo los virus mortales que Pilcher había traído y dejar que los abbies le ataquen para causar una epidemia, y posiblemente erradicarlos antes de que los seres humanos se despiertan de nuevo. Kerry descubre el plan y se lo inyecta a sí misma, argumentando que se necesita más a Theo en el futuro que a ella. La escena final muestra a una Abbie femenina sosteniendo lo que parece y suena como un bebé humano. |              |                                                                      |                 |                                                                    |                           |                      |

## Premios y nominaciones
| Año  | Premio        | Categoría                                    | Nominado      | Resultado |
| ---- | ------------- | -------------------------------------------- | ------------- | --------- |
| 2016 | Saturn Awards | Mejor serie de televisión de Ciencia ficción | Wayward Pines | Nominado  |
| 2016 | Saturn Awards | Mejor Actor de Televisión                    | Matt Dillon   | Nominado  |
| 2016 | Saturn Awards | Mejor actor de reparto en televisión         | Toby Jones    | Nominado  |
| 2016 | Saturn Awards | Mejor actriz de reparto en televisión        | Melissa Leo   | Nominada  |